# Georg Neumann (Unternehmer)
Georg Neumann (* 13. Oktober 1898 in Chorin; † 30. August 1976 in West-Berlin) war Unternehmer und Entwickler von elektroakustischen Geräten, insbesondere von Mikrofonen, die Weltruf erlangten.

## Leben
Neumann wurde als Sohn eines Reichsbahnangestellten im brandenburgischen Chorin geboren. Seine berufliche Ausbildung erlangte Georg Neumann in Berlin bei Mix & Genest sowie im AEG-Kabelwerk Oberspree unter der Leitung von Eugen Reisz. Als Eugen Reisz danach eine eigene Firma gründete, war Georg Neumann dort als Mitarbeiter tätig.
1923 verwendete der erste deutsche Rundfunksender nahe Berlin das als Reisz-Mikrofon bekannte Marmorblock-Mikrofon, an dessen Entwicklung Georg Neumann maßgeblich beteiligt war. Im Jahr 1928 gründete Neumann zusammen mit Erich Rickmann in Berlin die Kommanditgesellschaft Georg Neumann & Co. Das Firmenziel war es, Kondensatormikrofone herzustellen, bei denen die Schallwellen die Membran eines Kondensators zum Schwingen bringen und so durch dessen Kapazitätsänderungen in ein elektrisches Signal umgewandelt. Diese Technik wurde im CMV3 umgesetzt und auf den Markt gebracht. Ferner wurden Gerätschaften für die Schallplattenindustrie konstruiert. Zu den Olympischen Spielen 1936 in Berlin bestand die erste Ausführungsform des von Georg Neumann entwickelten und noch heute hergestellten Kondensatormikrofons mit der bekannten M7-Kapsel in Niederfrequenz-Röhrenschaltung seinen ersten „Live-Test“. Die sogenannte „Neumann-Flasche“ konnte damals schon mit auswechselbaren Kapseln unterschiedlicher Richtcharakteristiken bestückt werden.
Anfang der 1940er Jahre wurde das Firmengebäude in der Berliner Michaelkirchstraße 15 von Bomben getroffen. 1943 zog der gesamte Betrieb mit einem Großteil der Mitarbeiter in eine ehemalige Textilfabrik nach Gefell im Vogtland. Die Firma wurde wegen ihrer für die Propaganda wichtigen Geräte als kriegswichtig eingestuft. Ab 1947 baute Georg Neumann wieder eine Produktion in Berlin auf. Er gründete die Georg Neumann GmbH im Bezirk Kreuzberg und produzierte weiterhin Kondensatormikrofone, hinzu kamen Schallplatten-Schneidemaschinen und große Tonregieanlagen (Mischpulte). Von dort betreute er auch den Betrieb in Thüringen weiter, der aber mit der Gründung der DDR schrittweise verstaatlicht und später in VEB Mikrofontechnik Gefell umbenannt wurde. Sein Einfluss auf die Firma wurde zurückgedrängt und in den 1970er-Jahren ganz verboten.

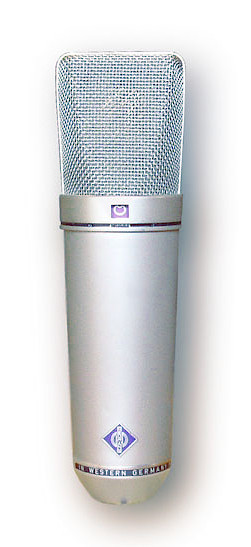
Ein Neumann-Mikrofon U87

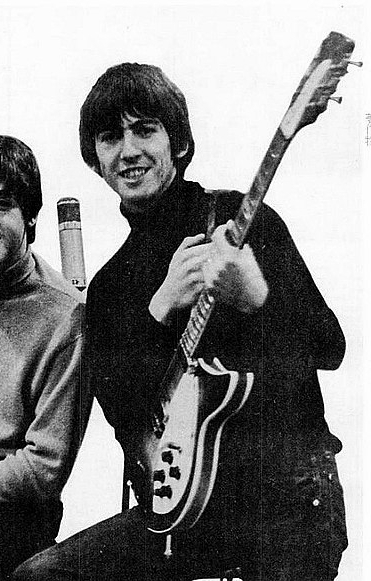
George Harrison mit Neumann-Mikrofon im Hintergrund (1965)

Neumann schloss nach der Markteinführung des CMV3 einen Vertrag mit Telefunken als Vertriebspartner für den weltweiten Vertrieb seiner Mikrofone. Alle Neumann-Mikrofone für den Export trugen das Telefunken-Logo und eine Telefunken-Seriennummer. Diese Praxis änderte sich erst, als Neumann in den späten 1950er Jahren einen eigenen US-Vertrieb aufbaute. Aufgrund dieses Vertriebsvertrags werden noch heute viele alte Neumann-Mikrofone als Telefunken-Geräte angesehen.
Eine weitere wichtige Entwicklung gelang Neumann im Jahre 1947: Ein Verfahren, durch das es möglich wurde, Nickel-Cadmium-Akkumulatoren ohne die Abscheidung großer Gasmengen herzustellen und absolut dicht zu verschließen. Diese Erfindung hatte nachhaltigen Einfluss auf die weitere Entwicklung von Elektronikprodukten. Gleichzeitig entwickelte er auf der Grundlage dieses Prinzips einen Spezialkondensator, die Stabylitzelle. Wegen ihrer hohen Siebwirkung wurde sie lange Zeit bei Röhrenmikrofonen eingesetzt.
Neumann starb 1976, war verheiratet und hatte zwei Kinder.

## Nach dem Tod
Nach der Wende wurde der Thüringer Betrieb der Georg Neumann Kommanditgesellschaft rückübertragen und nennt sich seit 1990 Microtech Gefell. Heute stellt die Firma auch Festkörperlaser her.
In den 1990er-Jahren wurde die Berliner Georg Neumann GmbH von Sennheiser übernommen. Seitdem sitzen die Entwicklung und der Kundendienst im Berliner Bezirk Mitte und die Produktion wurde zu Sennheiser nach Wedemark bei Hannover verlegt. Die Neumann-Kondensatormikrofone werden weiterhin unter dem Namen „Neumann“ produziert. Auch die Monitorlautsprecher von Klein und Hummel tragen inzwischen das Neumann-Logo.
In einem 2008 sanierten Gebäude der Berliner Universität der Künste befindet sich der Georg-Neumann-Saal, der vom Jazz-Institut genutzt wird. 2013 wurde auf dem Betriebsgelände der Microtech Gefell das Georg-Neumann-Museum eröffnet. Im Museum sind unter anderem ein Prototyp des Kardioid-Ebenen-Mikrofons KEM 970, ein Versuchsmodell des UM 92 und ein altes CMV5 mit M7-Kapsel zu sehen.

## Wichtige Erfindungen
- Neumann CMV3 (Neumann-Flasche), erstes Kondensator-Mikrofon in Serie
- Neumann U 47 erstes Studiomikrofon mit umschaltbarer Richtcharakteristik
- Neumann M49 erstes Studiomikrofon mit fernsteuerbarer Richtcharakteristik
- Neumann U 87 das bis heute am längsten produzierte Kondensatormikrofon